# Chrysometa chica
Chrysometa chica là một loài nhện trong họ Tetragnathidae.
Loài này thuộc chi Chrysometa. Chrysometa chica được Herbert W. Levi miêu tả năm 1986.